# 张敏 (1965年)
张敏（1965年10月—），女，汉族，山东蓬莱人，中华人民共和国政治人物，现任中央纪委国家监委驻人力资源和社会保障部纪检监察组组长、部党组成员。